# سيزار أورتيز
سيزار أورتيز (بالإسبانية: César Ortiz Puentenueva)‏ (30 يناير 1989 في إسبانيا - ) هو لاعب كرة قدم إسباني في مركز الدفاع. شارك مع منتخب إسبانيا تحت 17 سنة لكرة القدم ومنتخب إسبانيا تحت 19 سنة لكرة القدم. أما مع النوادي، فقد لعب مع أتلتيكو مدريد ب وأتلتيكو مدريد وأريس تسالونيكي ونادي ألباسيتي ونادي رايندورف آلتاخ ونادي فاسلوي ونادي ماترسبرغ.

## وصلات خارجية
- سيزار أورتيز على موقع قاعدة بيانات كرة القدم.إي يو (الإنجليزية)
- سيزار أورتيز على موقع Soccerway.com (الإنجليزية)
- سيزار أورتيز على موقع عالم كرة القدم.نت (الإنجليزية)